# Vemdalen
Vemdalen is een dorp in de Zweedse gemeente Härjedalen, binnen het gelijknamige landschap. Het heeft 547 inwoners (2005) en een oppervlakte van 310 hectare.
De economie van Vemdalen draait voornamelijk op de wintersportgebieden (4e in bezoekersaantal van Zweden) rondom dit dorpje: Vemdalsskalet en aan de weg naar Vemhån, Björnrike (in de zomer een asgrijze helling). Vemdalen wordt omringd door een berglandschap en ligt in het dal. In het dorp stromen de Norr-Veman en Sör-Veman samen in het riviertje Veman dat later uitmondt in het meer Svegssjön. Om het toerisme verder te promoten is men samen met Klövsjö en Storhänga bezig om ook in de zomer meer gasten te trekken.
Bij het wintersportgebied is een viaduct over de weg gebouwd; dit viaduct is niet voor verkeer, maar voor skiërs die de helling afkomen.

## Verkeer en vervoer

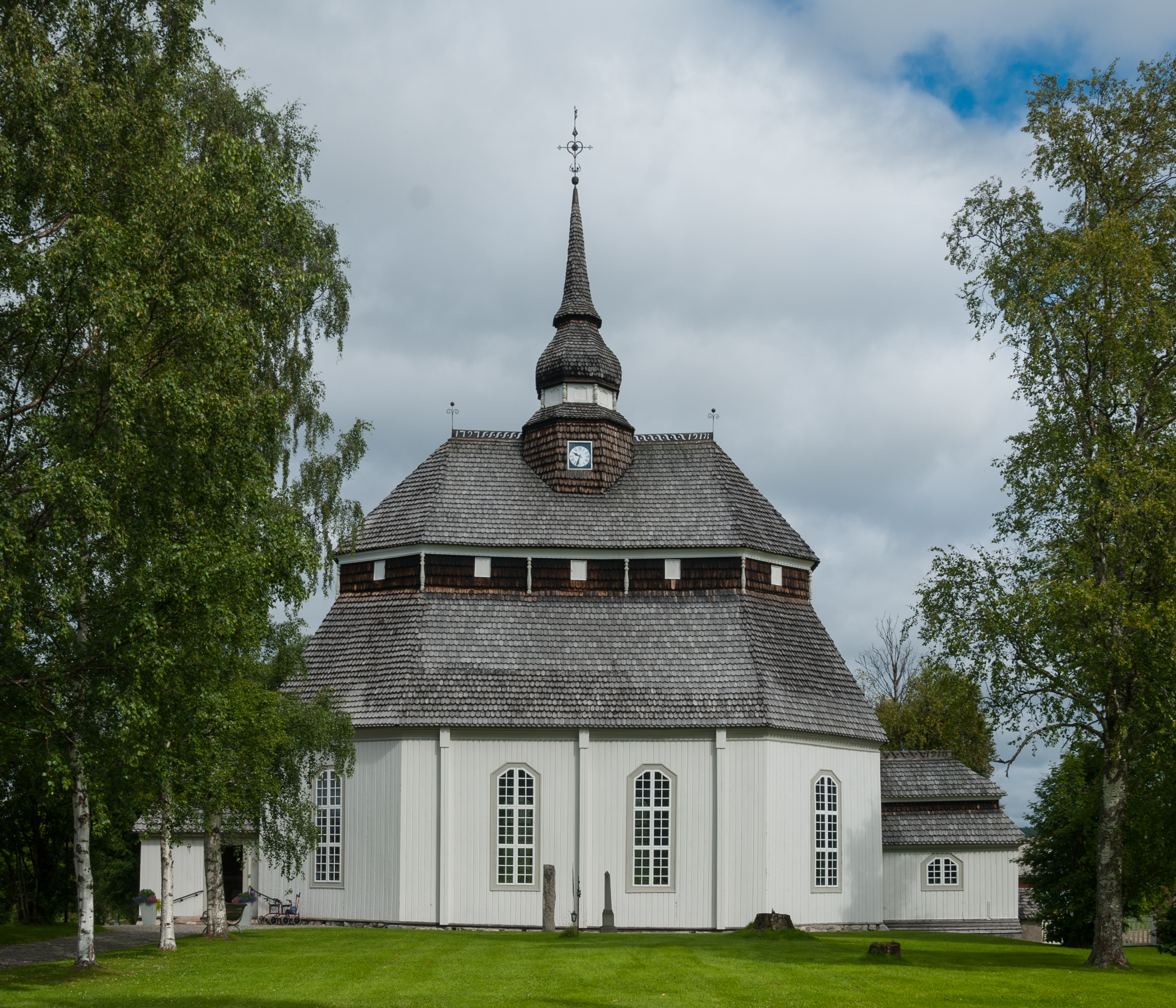
Kerk

Bij de plaats loopt de Länsväg 315.